# Marangone
Le Marangone est un petit fleuve côtier de la province de Rome, qui traverse les  territoires des communes  d'Allumiere, Civitavecchia et Santa Marinella.
Il passe près de la colline de La Castellina, un site étrusque découvert au début du XXe siècle et fouillé régulièrement depuis.